# A Chorus Line (filme)
A Chorus Line (br: Chorus Line - Em Busca da Fama – pt: Chorus Line - O Filme) é um filme musical norte-americano de 1985, dirigido pelo britânico Richard Attenborough e estrelado por Michael Douglas. Seu roteiro é baseado no livro do musical do mesmo nome, escrito originalmente por James Kirkwood Jr. e Nicholas Dante, vencedor de nove prêmios Tony em 1976.

## Sinopse
Um grupo de dançarinos reúne-se no palco de um teatro da Broadway, em Nova York, para a seleção de integrantes da linha de coro de um novo musical, a ser dirigido por Zach (Douglas). Entre eles encontra-se Cassie (Alyson Reed), que antes disso teve um tempestuoso relacionamento de alguns anos com o diretor. Ela está desesperada por um trabalho o suficiente para humilhar-se e passar por uma seleçao comandada pelo ex-namorado, mesmo sendo uma dançarina que já teve melhores momentos em papéis solo.
A medida que o filme se desenvolve, as histórias pessoais do passado de cada um deles vem à tona, atiçados por Zach, que quer que os candidatos falem sobre eles, num método ortodoxo de seleção. Algumas das histórias são engraçadas, outras irônicas, outras extremamente tristes. Independente de suas histórias serem diferentes, todos eles tem uma coisa em comum - a paixão pela dança.

## Elenco
- Michael Douglas as Zach
- Alyson Reed as Cassie
- Terrence Mann as Larry
- Sharon Brown as Kim
- Michael Blevins as Mark Tobori
- Yamil Borges as Diana Morales
- Jan Gan Boyd as Connie Wong
- Gregg Burge as Richie Walters
- Cameron English as Paul San Marco
- Tony Fields as Al DeLuca
- Nicole Fosse as Kristine Evelyn Erlich-DeLuca
- Audrey Landers as Val Clarke
- Vicki Frederick as Sheila Bryant
- Michelle Johnston as Beatrice Ann "Bebe" Benson
- Janet Jones as Judy Monroe
- Pam Klinger as Maggie Winslow
- Charles McGowan as Mike Cass
- Justin Ross as Greg Gardner
- Blane Savage as Don Kerr
- Matt West as Bobby Mills

## Produção
Com o grande sucesso conseguido pelo musical na Broadway e no mundo todo, os produtores de Hollywood ficaram interessados em fazer uma versão para o cinema do espetáculo. Vários diretores americanos contatados recusaram-se a dirigir o filme, argumentando que tanto A Chorus Line era amado pelo público como o era, como sua linguagem seria quase intransponível para o cinema. Michael Bennett, o criador, diretor e coreógrafo original da peça, multipremiado com os Tony Awards por ela,  declinou do convite de participar, depois que sua sugestão de fazer o filme como uma seleção de candidatos para o próprio filme, e não para o musical de teatro, foi recusada. Quando Attenborough, um britânico, aceitou fazê-lo, houve grande apreensão na comunidade artística teatral sobre sua capacidade, como estrangeiro, de realizar um bom trabalho sobre uma história essencialmente americana.
A decisão de trocar algumas das músicas originais também decepcionou os fãs. Uma das principais canções do musical, "What I Did For Love", originalmente apresentada como uma peã aos dançarinos e sua dedicação à profissão, no filme foi transformada numa canção de amor de Cassie para Zach. A peça também foi uma das primeiras a discutir publicamente a homossexualidade dentro do mundo teatral, o que foi eliminado no filme, para que ele pudesse ter uma classificação etária mais familiar.

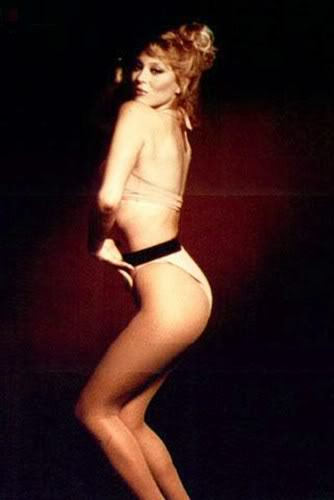
Audrey Landers como Val em A Chorus Line.

## Recepção
O filme fracassou na bilheteria, não chegando a reaver os custos. Na imprensa, ele teve críticas variadas. Vincent Canby, do The New York Times, escreveu que "apesar de ser crença geral que Hair nunca funcionaria à contento no cinema, Milos Forman conseguiu transformá-lo num dos mais originais musicais cinematográficos dos últimos vinte anos. Aí disseram que A Chorus Line também não poderia ser feito.... e dessa vez estavam certos. O Sr. Attenborough decidiu fazer uma versão cinematográfica pouco direta, que é fatalmente tímida." O Time Out London fez coro observando que "o destemor e a unidade do musical nos palcos foi dissipada como um penteado cuidadosamente desfeito, tão vazio quanto um pop plastificado. É muito inacreditável para ser descrito em palavras."
Por outro lado, a Variety escreveu que "Chorus frequentemente parece ser um espetáculo estático e confinado, raramente se aventurando além do imediatismo. Attenborough meramente filma o musical da melhor maneira que conseguiu. Entretanto, ele e seu assistente Ronnie Taylor fizeram um excelente trabalho dentro das limitações que tinham, usando todos os truques que puderam para manter o filme em movimento. Então, se tudo que tinham foi colocado no filme, ele não pode ser tão mal."

## Nomeações
Apesar das críticas mistas e de não ter conseguido boa carreira nas bilheterias, o filme foi nomeado para diversos prêmios - sem ganhar nenhum - entre eles o Oscar (melhor canção, edição e som), o Globo de Ouro (melhor filme de musical ou comédia e melhor diretor) e o BAFTA (melhor som e melhor edição).